# Ausetani

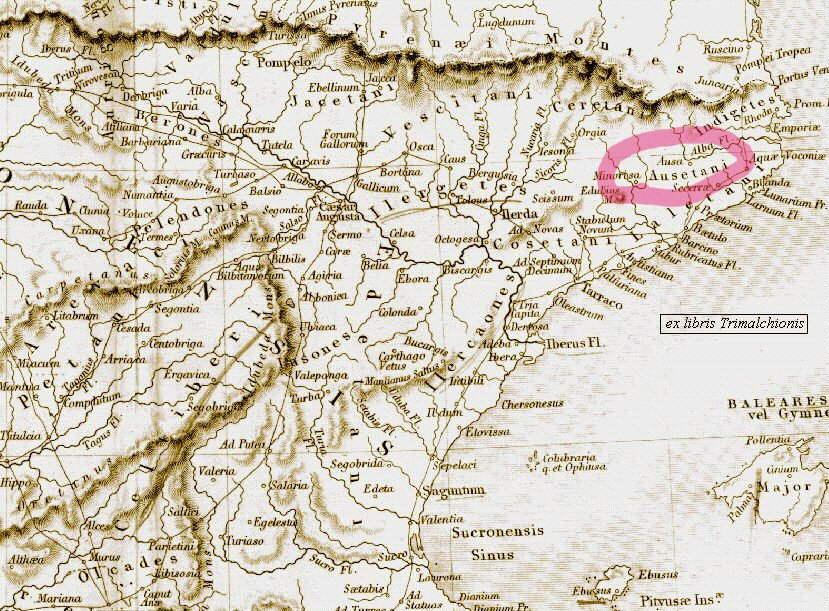
Locatie van de Ausetani

De Ausetani (in het Grieks Αὐθητανοί Authētanoí) waren een Iberisch volk in het noordoosten de Romeinse provincie Hispania Tarraconensis, tussen de Ebro en de Pyreneeën, dat onder meer vermeld wordt door Rufus Festus Avienus, Plinius de Oudere en Titus Livius, naast enkele epigrafische getuigenissen. Hun grondgebied grensde in het westen aan dat van de Lacetani en de Indigetes en in het oosten aan dat van de Lacetani, de Cerretani en de Castellani. Hun hoofdstad was Ausa of Auso (het huidige Vic, nog steeds de hoofdstad van de comarca Osona), maar ze bewoonden ook Gerunda (Girona) en de vallei van de Alba (de Ter).
De Ausetani gaven volgens de overlevering muntgeld uit waarop in Noordoost-Iberisch schrift ausesken stond, wat in het Iberisch een verwijzing is naar de naam van het volk waarnaar ook de Griekse en Latijnse bronnen verwijzen: (geld) van de Ausetani of van diegenen van de Ausa. Ze zouden zilveren (denarii) en bronzen (asses, semes, quadrantes en sextantes) munten uitgeven, en wel in verschillende munthuizen: voornamelijk ausesken en eustibaikula. Op de achterkant stond er gewoonlijk een mannenhoofd en als symbool een everzwijn, terwijl er op de voorkant een ruiter met een palmtak stond in het geval van de asses (een symbool dat nog steeds centraal staat op het wapenschild van Osona), een paard in galop in het geval van de semes, een halve Pegasus in dat van de quadrantes en een dolfijn in dat van de sextantes.
Ze werden verslagen door de Carthagers onder leiding van Hannibal en door Gnaeus Cornelius Scipio Calvus belegerd in hun hoofdstad, volgens de bewaarde Latijnse kronieken bij het begin van de Tweede Punische Oorlog. Later namen ze nog deel aan de opstand van Indibilis en aan de oorlog van Empúries in 195 v.Chr.
Een kenmerk van hun aardewerk is de afwezigheid van geschilderde versiering.

## Archeologische sites
- Site van Can Caseta. Er zijn borden, potten en andere vazen gevonden.
- Site van el Turó del Montgrós[dode link] (El Brull). Oppidum, overblijfselen van een versterking.
- Site van el Casol de Puigcastellet (Folgueroles). Overblijfselen van een versterkt gebouwencomplex, dat een van de eerste belangrijke centra was.
- Site van l'Esquerda* (Les Masies de Roda de Ter). Overblijfselen van een versterkte nederzetting; een gedeelte van het opgegraven architectonische materiaal bevindt zich in het Archeologisch Museum van l'Esquerda. Daarnaast zijn er middeleeuwse overblijfselen gevonden.
- Site van het Centre d'Interpretació del Camp de les Lloses is een Ibero-Romeinse vicus die nauw samenhangt met de Romeinse weg van Manius Sergius (120-110 v.Chr.), een van de oudste van het schiereiland.

## Galerij

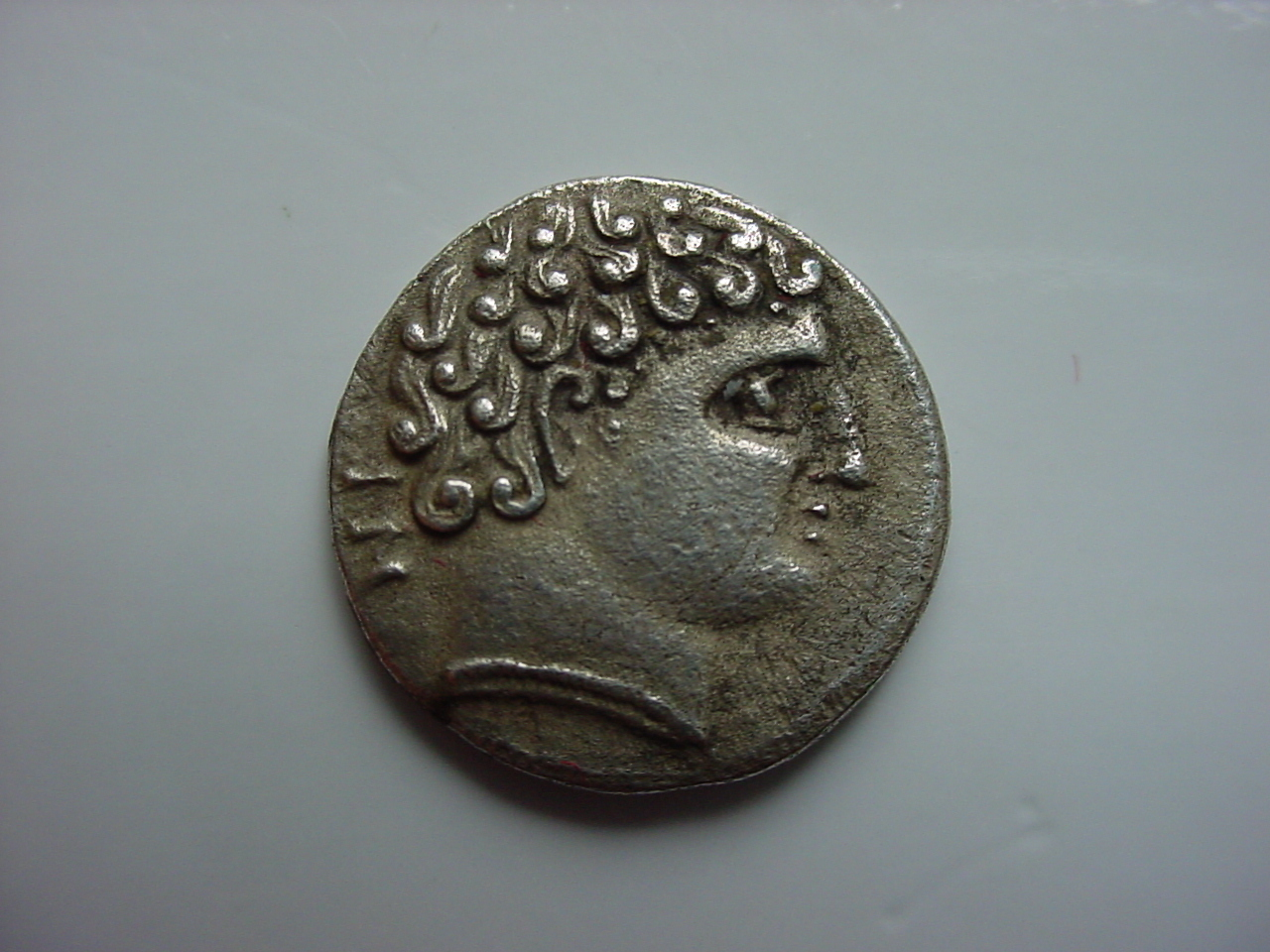
Een zilveren denarius van de Ausetani. De legende is BaN.
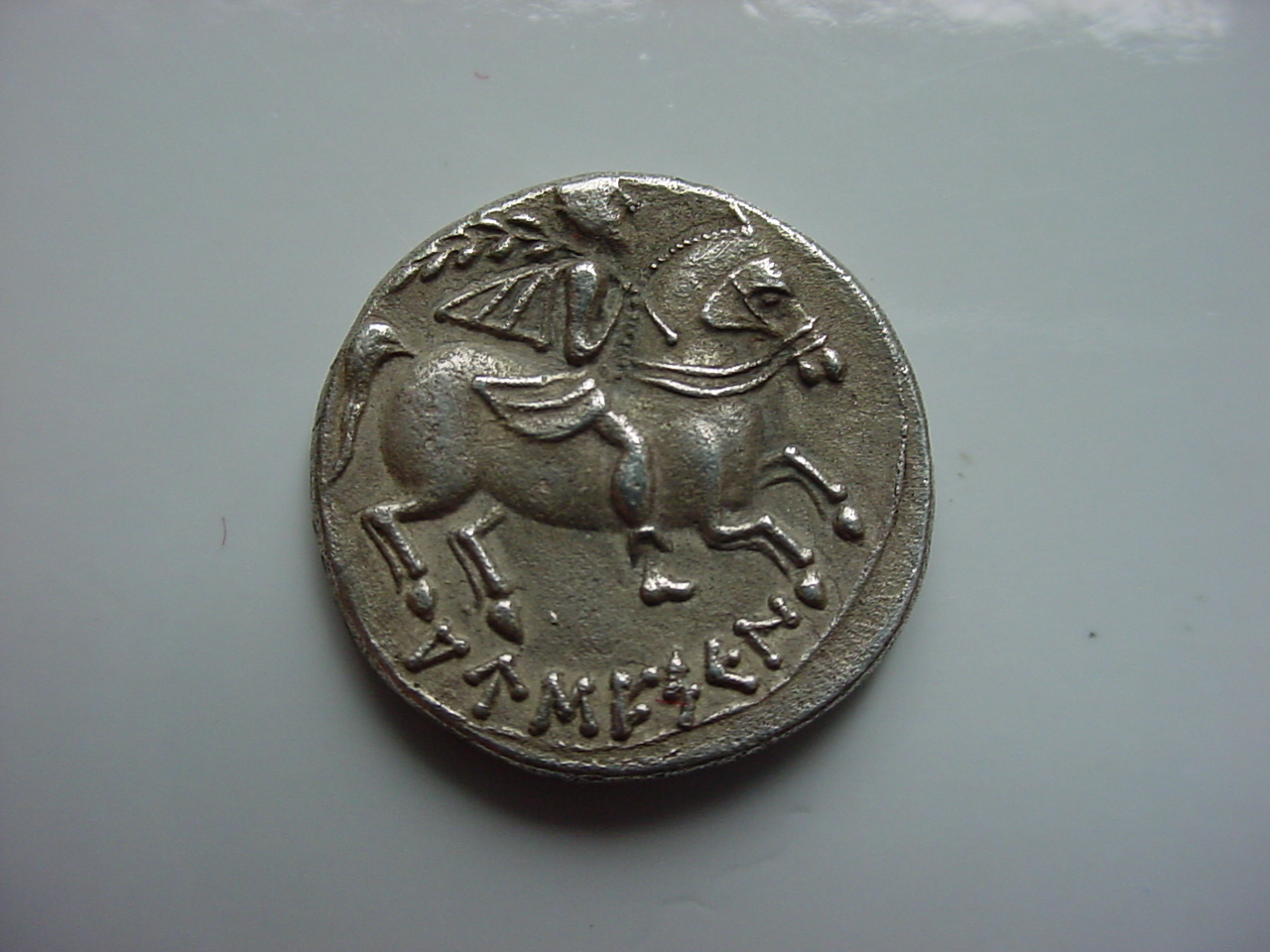
Achterkant van dezelfde munt. Onder de ruiter staat de legende AUSESKeN.